# Trizs
Trizs là một thị trấn thuộc hạt Borsod-Abaúj-Zemplén, Hungary. Thị trấn này có diện tích 10,25 km², dân số năm 2010 là 217 người, mật độ 21 người/km².